# Арпинеи
Арпинеите (gens Arpineia) са фамилия от Древен Рим.
Името им Арпиней се среща в Arpinum, днес Арпино в южен Лацио. Това е град, основан от Сатурн или пеласгите и през 7 век пр.н.е. доказано селище на волските. Смята за родното място на Цицерон.
Известни с това име:
- Гай Арпиней, римски рицар (knight), приятел на Квинт Титурий Сабин, легат на Юлий Цезар. Изпратен е с делегация на конференция с Амбиорикс през 54 пр.н.е. [1]